# Heuglintrappe
Die Heuglintrappe (Neotis heuglinii) ist eine Vogelart aus der Familie der Trappen. Das Artepitheton ehrt den deutschen Ornithologen Theodor von Heuglin.

## Merkmale

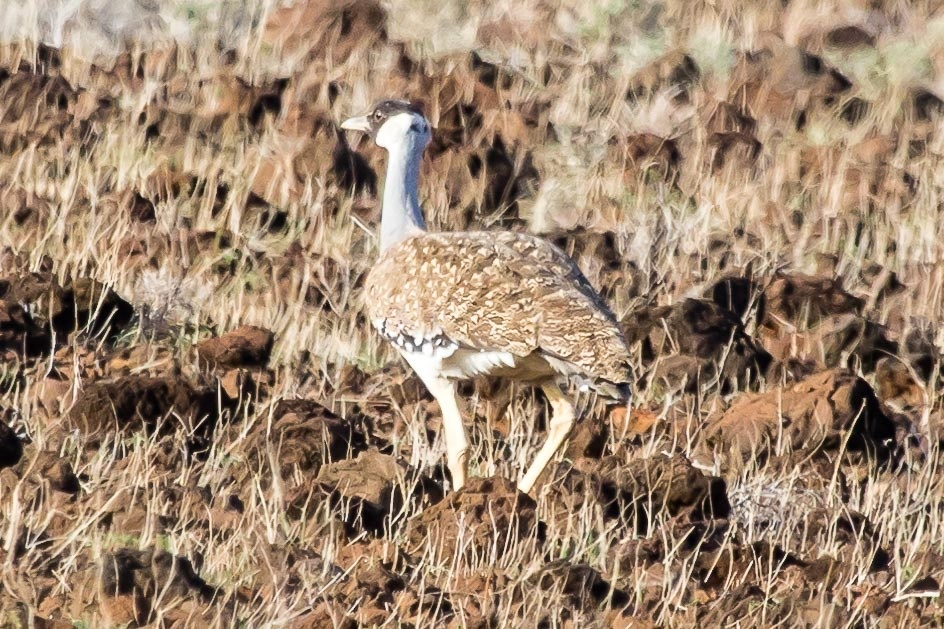
Heuglintrappe

Das Männchen der Heuglintrappe erreicht eine Größe von 75 Zentimetern und ein Gewicht von 4,0 bis 8,0 kg. Das Weibchen wiegt 2,6 bis 3,0 kg. Die Heuglintrappe ähnelt der Nubiertrappe (Neotis nuba). Sie hat ein schmutzig schwarzes Gesicht und die helle Färbung des Oberkopfes geht nach hinten ins Weißliche über. Die kastanienbraune Brust ist unten durch ein dunkles Band begrenzt. Die Oberseite ist stärker gefleckt und gemustert. Beim Weibchen ist der Kopf stärker gräulich als beim Männchen.

## Vorkommen
Das Verbreitungsgebiet der Heuglintrappe erstreckt sich von Eritrea über das östliche und südliche Äthiopien, Dschibuti und das nördliche und das südliche Zentralsomalia bis ins nördliche Kenia.

## Lebensraum
Die Heuglintrappe bewohnt trockenes Tiefland im offenen Ödland mit einjähriger Grasvegetation, halbwüstenartige Savanne sowie Grasland mit Tussockvegetation. 93 Prozent des Verbreitungsgebietes in Kenia liegt in einem Bereich mit weniger als 500 mm Niederschlag pro Jahr.

## Lebensweise
Die Heuglintrappe ist ein standorttreuer, jedoch nomadischer Vogel. Ihre Lebensweise ist bisher nur wenig erforscht. Die Nahrung besteht aus Springschrecken, kleinen Wirbeltieren sowie Beeren und anderer vegetarischer Kost. Die Brutzeit liegt zwischen April und Juni im nordöstlichen Afrika und zwischen Januar und Juni im nördlichen Kenia, wenn wegen der Regenfälle das Gras am höchsten ist. Es werden zwei Eier auf den aufgescharrten nackten Boden gelegt.

## Status
Die IUCN betrachtet die Art als „nicht gefährdet“ („least concern“). Sie ist ziemlich häufig im nördlichen Kenia und nördlichen Somalia, nicht häufig im größten Teil von Äthiopien und selten in Eritrea. Angesichts des relativ eingeschränkten Verbreitungsgebietes und der wenigen Informationen über die Lebensweise sind intensivere Studien notwendig.

## Weblink
- Neotis heuglinii in der Roten Liste gefährdeter Arten der IUCN 2013.2. Eingestellt von: BirdLife International, 2012. Abgerufen am 6. Februar  2014.